# Ian Hanomansing
Ian Hanomansing est un journaliste et un animateur de télévision avec les services anglais de la société Radio-Canada. Il est le chef d'antenne de la portion nationale de Canada Now, le bulletin de nouvelles des services anglais de la SRC à l'heure du souper. 
Né à Trinité-et-Tobago, Hanomansing a grandi à Sackville au Nouveau-Brunswick, allant d'abord à l'Université Mount Allison puis à la faculté de droit de l'Université Dalhousie.
À l'université, il était l'un des meilleurs débatteurs de la Société universitaire canadienne pour le débat intercollégial. Sa carrière dans la télédiffusion commença avec la CHMA, la radio étudiante de Mount Allison, et avec la station CKDH à Amherst en Nouvelle-Écosse. 
Il travailla plus tard dans les bureaux des services anglais de la SRC dans les maritimes et à Toronto en Ontario avant de déménager à Vancouver, où il était un reporter pour le programme de réseau Foreign Assignement
Basé à Vancouver en Colombie-Britannique, Hanomansing coanime également l'émission Hemispheres, un programme documentaire hebdomadaire sur CBC Newsworld, coproduit par Radio Australie.
En tant que journaliste, Hanomansing a couvert plusieurs grands événements, dont les émeutes de Los Angeles de 1992 et la rétrocession de Hong Kong à la Chine. En tant que chef d'antenne, il coordonna les reportages sur la panne de courant nord-américaine de 2003.